# Laatste Glaciale Maximum
Het Laatste Glaciale Maximum (LGM) is het moment waarop tijdens het laatste glaciaal (het Weichselien) wereldwijd het meeste water als ijs was opgeslagen. Het moment waarop dit maximum werd bereikt is met de huidige kennis niet exact vast te stellen, maar ligt ergens tussen 20.000 en 22.000 jaar geleden.
Het LGM is afgeleid uit studies van diepzeekernen (die een wereldwijd gemiddeld signaal registreren) en wordt steeds veelvuldiger gebruikt in diverse andere toepassingen (bijvoorbeeld archeologie, terrestrische kwartaire geologie, ijskap-reconstructies en klimaatmodellen). Vaak wordt niet gebruikgemaakt van de zuivere definitie, de maximale volumaire grootte van de Scandinavische ijskap was bijvoorbeeld eerder (~27.000 jaar geleden) dan het wereldwijde maximum of bijvoorbeeld het Noord-Amerikaanse volumaire maximum. Het gebruik van Laatste Glaciale Maximum als een tijdsperiode komt ook veel voor, maar is in principe fout. Een veel betere naam daarvoor is Laat-Pleniglaciaal (~24.000-14.500 jaar geleden). Het LGM valt ergens in het begin van het Laat-Pleniglaciaal.